# Zacazonapa
Zacazonapa är en ort i Mexiko.   Den ligger i kommunen Copanatoyac och delstaten Guerrero, i den sydöstra delen av landet, 220 km söder om huvudstaden Mexico City. Zacazonapa ligger 1 537 meter över havet och antalet invånare är 140.
Terrängen runt Zacazonapa är kuperad. Runt Zacazonapa är det ganska tätbefolkat, med 248 invånare per kvadratkilometer. Närmaste större samhälle är Tlapa de Comonfort, 15,8 km öster om Zacazonapa. I omgivningarna runt Zacazonapa växer huvudsakligen savannskog.